# Josépha de Bavière
Josépha de Bavière ou Marie-Josèphe de Bavière (Maria Josépha Antonia Walburga Felicitas Regula), née le 30 mars 1739 à Munich, décédée le 28 mai 1767 à Vienne, fille de l'électeur Charles-Albert de Bavière et de Marie-Amélie d'Autriche, est une princesse de Bavière, puis impératrice du Saint-Empire et reine de Germanie par son mariage avec l'empereur Joseph II. Elle appartient à la maison de Wittelsbach.

## Famille
Josépha est le septième et dernier enfant de Charles VII du Saint-Empire et de son épouse l'archiduchesse Marie-Amélie d'Autriche. Ses grands-parents maternels sont Joseph Ier du Saint-Empire et Wilhelmine-Amélie de Brunswick-Lunebourg, tandis que ses grands-parents paternels sont Maximilien-Emmanuel de Bavière et Thérèse-Cunégonde Sobieska, la fille du roi de Pologne Jean III Sobieski. L'archiduchesse Marie-Amélie, la mère de Josépha, est la cousine de sa future belle-mère Marie-Thérèse d'Autriche ; Josépha est donc la cousine au second degré de son futur mari Joseph II du Saint-Empire.
Les parents de Josépha ont sept enfants, dont quatre survivent jusqu'à l'âge adulte. Josépha a un frère, l'électeur Maximilien III Joseph de Bavière, et deux sœurs, Marie-Antoinette de Bavière, électrice consort de Saxe, et Marie-Anne de Bavière, margravine de Bade-Bade.

## Mariage
Le 13 janvier 1765, elle épouse par procuration Joseph de Habsbourg-Lorraine, roi de Germanie et héritier de l'impératrice Marie-Thérèse d'Autriche. Lorsqu'elle arrive à Vienne, son mari ne semble pas mécontent de sa nouvelle femme, ni son entourage qui accueille la jeune épouse. Ils se marient officiellement le 25 janvier 1765, au château de Schönbrunn.
Le mariage n'est pas heureux. Il n'a été décidé que sous la pression de l'impératrice-mère Marie-Thérèse d'Autriche, qui, ayant connu les affres d'une guerre de succession, voulait que son héritier ait une postérité masculine pouvant recueillir l'héritage impérial. Veuf inconsolable de sa première épouse Isabelle de Bourbon-Parme, Joseph ne souhaitait pas se remarier. Cependant, il a fait des propositions de mariage concernant la sœur de Marie-Isabelle, Marie-Louise. La proposition est refusée car Marie-Louise était déjà fiancée au futur roi Charles IV d'Espagne et ne s'intéressait pas à Joseph.
Joseph a rencontré Josépha en 1764, alors qu'il se rend à Francfort-sur-le-Main afin d'être élu roi de Germanie. Il ne la trouve pas séduisante physiquement ; la première fois qu'il la rencontre, il la décrit ensuite dans une lettre : « Elle a vingt-cinq ans. Elle n'a jamais eu la petite vérole, et la simple idée de cette maladie me fait trembler. Sa silhouette est courtaude, épaisse, et sans aucune trace de charme. Son visage est couvert de taches et de boutons. Ses dents sont horribles. » Cependant, le prince Wenzel Anton von Kaunitz-Rietberg ayant insisté pour que Joseph épouse une princesse de Bavière pour s'assurer une alliance, Josépha est choisie pour l'épouser.
Un mois après son mariage, Joseph envoie une longue lettre à Philippe Ier de Parme, le père de feue Isabelle de Bourbon-Parme. Il y admet qu'il n'a rien en commun avec sa nouvelle épouse, mais que du point de vue du caractère, Josépha est une « femme irréprochable » qui l'aime, et qu'il admire ses qualités mais souffre de ne pas pouvoir l'aimer. Même les ennemis de Josépha à la cour admettent qu'elle est aimable, serviable, amicale envers tous et bienfaisante, mais que son intelligence est limitée et qu'elle manque de culture. Joseph ajoute : « Je resterai sur la voie de l'honneur, et si je ne peux pas être un époux affectueux, au moins elle trouvera en moi un ami, qui apprécie ses qualités et la traite avec toute la considération imaginable. » Cependant il ne tient pas cette promesse.
Au fil du temps, il en vient à traiter Josépha avec une parfaite froideur. Marie-Christine d'Autriche écrit à ce sujet : « Je crois que si j'étais sa femme (de Joseph) et si j'étais si mal traitée, je m'enfuirais pour me pendre à un arbre à Schönbrunn. » Malgré la froideur de son époux, Josépha l'aime énormément et souffre profondément de son manque d'affection. Étant faible et timide, et consciente de son infériorité par rapport à lui, elle tremble et pâlit quand elle se trouve en sa présence.

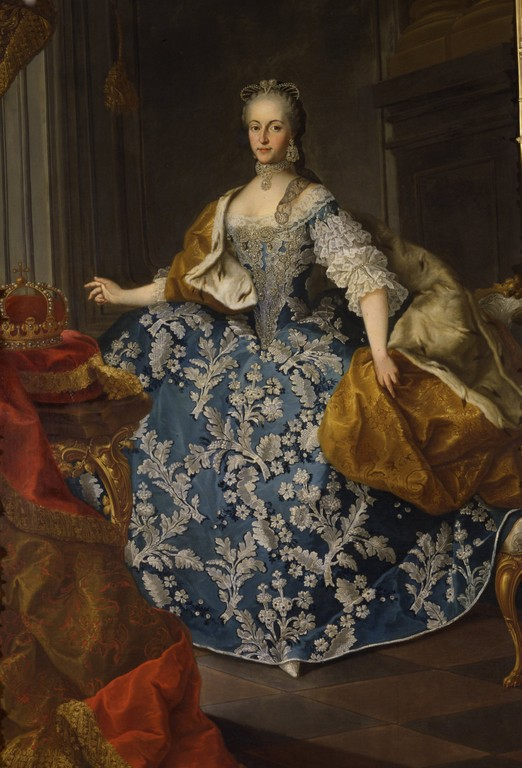
Josépha, Impératrice du Saint-Empire, peinte en 1765 par Martin van Meytens. Château de Schönbrunn, Vienne.

Le seul membre de la famille impériale qui prend la jeune Josépha sous son aile est son beau-père François Ier du Saint-Empire, et quand il meurt le 18 août 1765, Josépha n'a plus d'ami. Son mari Joseph succédant à François Ier sous le nom de Joseph II, elle devient impératrice du Saint-Empire ; cependant, sa belle-mère reste la figure la plus importante de l'empire et de la cour de Vienne.
L'union de Joseph et de Josépha reste stérile, mais pendant une bonne partie des deux ans que dure le mariage, l'état de santé de Josépha amène plusieurs fois la cour, y compris elle-même, à penser qu'elle est enceinte. En octobre 1765, dans une lettre à son frère Léopold, Joseph écrit : « En ce qui concerne mon impératrice, il n'y a pas de changement. Elle n'est pas malade mais a de considérables dérangements. Elle pourrait être enceinte mais sans le moindre signe de grosseur. Je n'y comprends tout simplement rien, et je me console avec la vie heureuse que je mène en époux célibataire. »
Le mois suivant, il ajoute : « Je vis quasiment en célibataire, me levant à 6 heures du matin, allant au lit à 11 heures, ne voyant ma femme qu'à table et ne la touchant pas au lit. » Le même mois, la surintendante de la maison de l'impératrice démissionne, affirmant qu'elle ne peut plus supporter de contempler le tableau de ce mauvais ménage (en français dans le texte). Apparemment, l'impératrice a aggravé sa situation en s'en ouvrant à ses serviteurs.

## Fin et épilogue

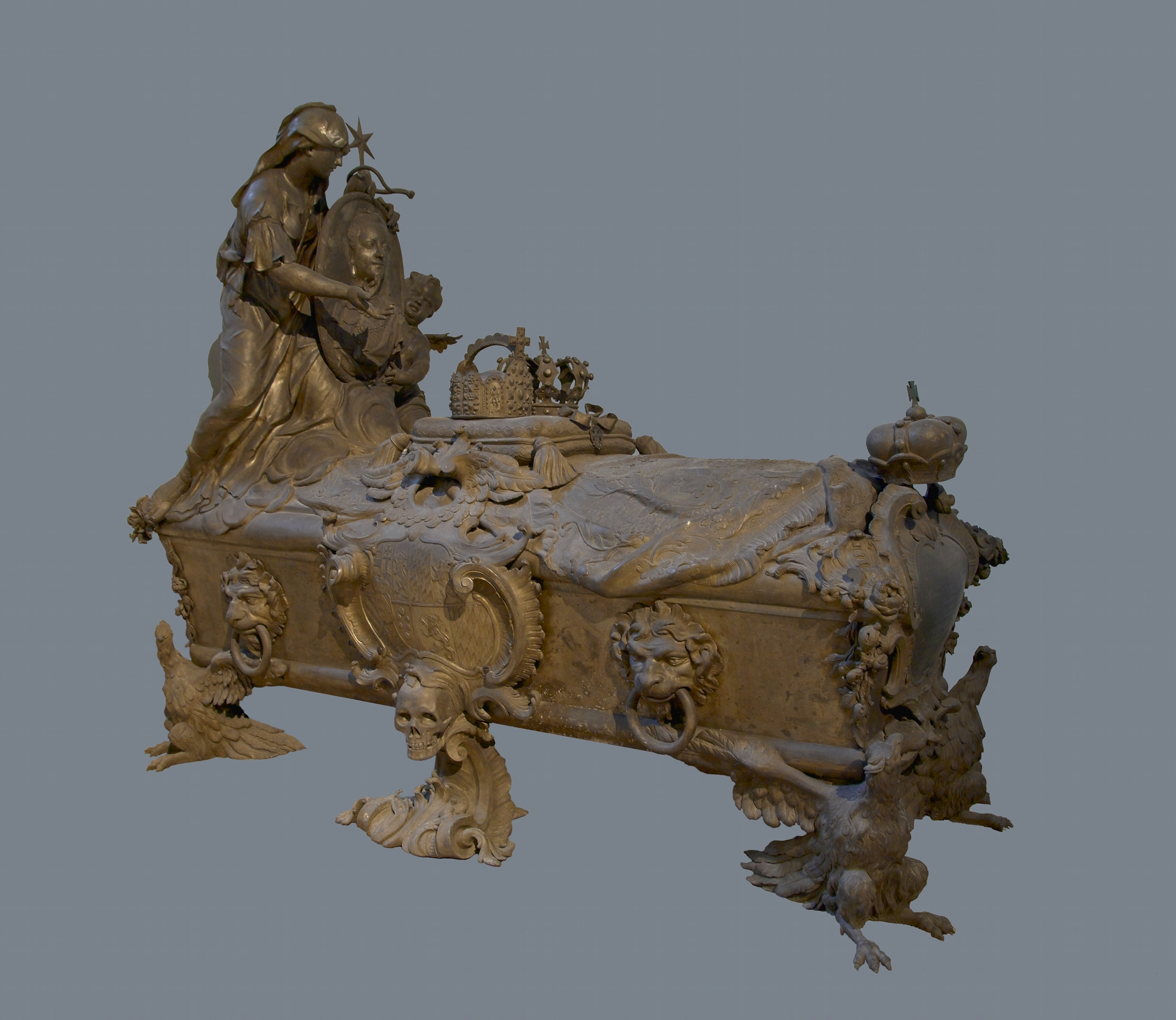
Son sarcophage, Kaisergruft, crypte des Capucins, Vienne, Autriche.

Le 28 mai 1767, après seulement deux ans de mariage, Josépha meurt de la petite vérole comme Isabelle de Bourbon-Parme avant elle. Elle est âgée de 28 ans. Son mari ne lui rend pas visite durant sa maladie, mais l'impératrice-mère le fait. Marie-Thérèse d'Autriche en attrape la maladie, mais sa solide constitution lui permet de survivre.
La première réaction de Joseph II à la mort de sa femme est de déclarer à son entourage qu'il regrette la froideur dont il a fait preuve. Il affirme plus tard à sa sœur Marie-Antoinette que sa femme a été « pour tant de raisons digne de respect ». L'impératrice Josépha est enterrée dans la crypte des Capucins à Vienne, mais l'empereur n'assiste pas à ses funérailles.
En octobre suivant, l'archiduchesse Marie-Josèphe, fiancée au roi Ferdinand IV de Naples, s'étant recueillie devant le sarcophage de sa belle-sœur avant son départ pour Naples, attrape également la petite vérole qui lui est fatale.
Bien que mal-aimée, l'impératrice joue malgré elle un rôle dans la vie de son époux après sa mort, quand il revendique la souveraineté d'une grande partie de la Bavière en 1778 et 1779. Il donne pour raison à sa revendication, entre autres, son mariage avec une princesse de Bavière. Le conflit débouche sur la guerre de Succession de Bavière, dans laquelle les Habsbourg ne gagnent finalement que l'Innviertel.

## Honneurs
- 3 mai 1748 :  Noble Dame de l'Ordre Impérial de la Croix étoilée, ordonné par Marie-Thérèse, impératrice d'Autriche[9].